# 小笠原貞顕
小笠原 貞顕（おがさわら さだあき）は、江戸時代中期の大名。豊前国小倉新田藩（千束藩）の第3代藩主。第2代藩主・小笠原貞通の6男。

## 略歴
江戸にて誕生。幼名は亀之助。延享4年（1747年）、父の死去により跡を継いだ。大坂加番などを勤めた後の天明2年（1782年）8月19日、3男・貞温に家督を譲って隠居し、享和2年（1802年）2月20日に69歳で死去した。

## 系譜
- 父：小笠原貞通（1686-1747）
- 母：藤井氏
- 正室：鍋姫 - 小笠原長庸の娘
  - 三男：小笠原貞温（1766-1822）
- 生母不明の子女
  - 四男：宮本貞則
  - 五男：小笠原貞幹
  - 女子：小笠原長為正室
  - 女子：高木忠任室
  - 女子：松下之矩正室